# Scansoriopterygidae
Skanzoriopterygidi byli velmi drobní maniraptorní teropodní dinosauři, blízce příbuzní a celkově podobní ptákům. Jejich velmi dobře zachované fosilie, obvykle i s pernatým pokryvem těla, byly objeveny v čínské provincii Liao-ning. Patří tedy k tzv. opeřeným dinosaurům. Je pravděpodobné, že tito tvorové byli arborikolní (žili a hnízdili především na stromech).

## Význam a popis
V současnosti jsou do této čeledi řazeny čtyři nebo pět rodů drobných dinosaurů – Scansoriopteryx, Epidendrosaurus, Ambopteryx, Yi a Epidexipteryx. Je pravděpodobné, že první dva rody představují nedospělé exempláře (navíc může jít o stejný rod), pouze epidexipteryx je zřejmě dospělec. Rozměry se pohybují jen kolem 12 až 25 cm na délku a zhruba do 200 gramů hmotnosti. Jde tedy pravděpodobně o nejmenší dosud známé neptačí dinosaury. Stáří těchto nálezů není dosud přesně stanovené, pohybuje se v rozmezí 168 až 156 milionů let.
Detailní výzkum aerodynamických vlastností kožní membrány těchto neobvyklých teropodních dinosaurů ukázal, že zřejmě nebyli příliš dobrými letci a ani jejich plachtění nebylo příliš důmyslné.
Na základě výzkumu této skupiny teropodů se zdá být pravděpodobné, že předek celého kladu Pennaraptora byl rovněž skanzoriální (žil a pohyboval se ve větvích stromů), byl opeřený a možná vykazoval schopnost klouzavého letu.

## Taxonomie
Tito drobní draví dinosauři byli zřejmě nejbližší sesterskou skupinou pravých ptáků v rámci kladu Avialae. Kladogram Zhang et al. z roku 2008 je umisťuje právě do tohoto kladu.